# Bill Kauffman
Bill Kauffman (* 15. November 1959 in Batavia, New York) ist ein amerikanischer Autor und Kolumnist.

## Leben

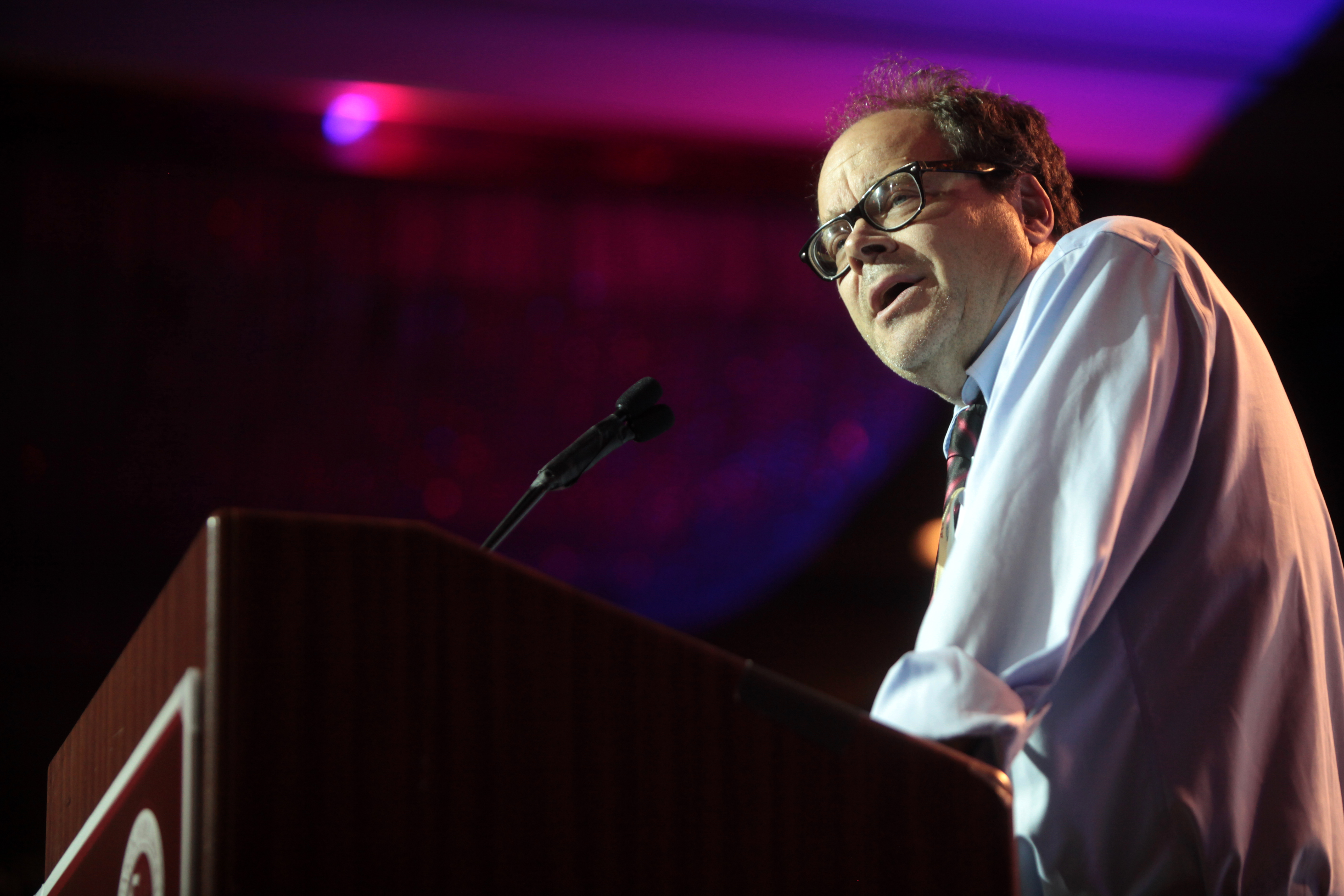
Bill Kauffman bei einem Auftritt, 2014

Bill Kauffman wuchs in seinem Geburtsort Batavia im Nordwesten des Bundesstaats New York auf. Nach Abschluss seines Studiums an der University of Rochester war er ab 1981 zweieinhalb Jahre lang in Washington, D.C. Mitarbeiter des damaligen US-Senators der Demokratischen Partei für den Bundesstaat New York, Daniel Patrick Moynihan. 1985 wurde Kauffman Redakteur der libertären Zeitschrift Reason, zunächst im kalifornischen Santa Barbara und ab 1986 in Washington, D.C. als Korrespondent. 1988 kündigte Kauffman seine Festanstellung bei Reason und kehrte mit seiner aus Los Angeles stammenden Frau als zunächst „einjähriges Experiment“ nach Batavia zurück. Er ist als freier Schriftsteller seither dort bzw. im nahegelegenen Elba wohnhaft.
Während Kauffmans 1989 veröffentlichtes erstes Buch, Every Man a King, ein Roman ist, sind seine seither veröffentlichten Bücher und Kolumnen Sachliteratur. Zu den betrachteten Themen zählen politische Betrachtungen zu Regionalismus, Libertarismus, Konservatismus, Pazifismus und Isolationismus sowie geschichtliche Aspekte, insbesondere zur Regionalgeschichte und zum Sezessionskrieg. Als regelmäßiger Kolumnist war oder ist Kauffman unter anderem für The American Conservative (seit 2004), CounterPunch, The Nation, Reason (1985–1988; 2008, 2013) und das Wall Street Journal tätig.

## Werke

### Als Autor
- Every Man a King. Bellew Publishing, 1989, ISBN 978-0-939149-26-1 (englisch, 190 S.).
- Country Towns of New York. Country Roads Press, 1994, ISBN 978-1-56626-061-9 (englisch, 118 S.).
- America First! Its History, Politics, and Culture. Prometheus Books, 1995, ISBN 978-0-87975-956-8 (englisch, 296 S.).
- With Good Intentions? Reflections on the Myth of Progress in America. Praeger Publishers, 1998, ISBN 978-0-275-96270-8 (englisch, 142 S.).
- Dispatches from the Muckdog Gazette: A Mostly Affectionate Account of a Small Town's Fight to Survive. Picador, 2003, ISBN 978-0-312-42316-2 (englisch, 224 S.).
- Look Homeward America: In Search of Reactionary Radicals and Front-Porch Anarchists. Intercollegiate Studies, 2006, ISBN 978-1-932236-87-3 (englisch, 210 S.).
- Ain't My America: The Long, Noble History of Antiwar Conservatism and Middle-American Anti-Imperialism. Henry Holt, 2008, ISBN 978-0-8050-8244-9 (englisch, 284 S.).
- Forgotten Founder, Drunken Prophet: The Life of Luther Martin. Intercollegiate Studies, 2008, ISBN 978-1-61017-148-9 (englisch, 202 S.).
- Bye Bye, Miss American Empire: Neighborhood Patriots, Backcountry Rebels, and Their Underdog Crusades to Redraw America's Political Map. Chelsea Green Publishing, 2010, ISBN 978-1-933392-80-6 (englisch, 285 S.).
- Copperhead (2013), Drehbuch
- Poetry Night at the Ballpark and Other Scenes from an Alternative America: Writings, 1986–2014. Front Porch Republic Books, 2015, ISBN 978-1-62564-842-6 (englisch, 442 S.).

### Als Herausgeber
- A Story of America First: The Men and Women Who Opposed U.S. Intervention in World War II. Praeger Publishing, 2003, ISBN 978-0-275-97512-8 (englisch, 320 S.).
- The Congressional Journal of Barber B. Conable, Jr., 1968–1984. University Press of Kansas, 2021, ISBN 978-0-7006-3209-1 (englisch, 406 S.).